# 다마나와촌
다마나와촌(일본어: 玉縄村)은 일본 가나가와현의 중남부, 가마쿠라군에 속했던 촌이다.

## 연혁
- 1889년 4월 1일 - 정촌제 시행에 의해 오카모토 촌, 조마와 촌, 우에키 촌 및 세키야 촌이 합병해, 다마나와 촌이 성립하였다.
- 1933년 4월 2일 - 오후나정에 편입되었다.

## 참고 문헌
- 角川日本地名大辞典編纂委員会,『角川日本地名大辞典 神奈川県』1984, 角川書店